# Doktryna Powella
Doktryna Powella (ang. The „Powell Doctrine”) – program polityki zagranicznej USA sformułowanej i afirmowanej przez Colina Powella. Doktryna Powella przedstawia wizję i podejście do efektywnych i zdecydowanych działań wojskowych. Colin Powell pełniący funkcję Przewodniczącego Kolegium Połączonych Szefów Sztabów (Joint Chiefs of Staff – JSC – jest to najwyższe stanowisko wojskowe w Departamencie Obrony) współdowodził oddziałami amerykańskimi podczas I wojny w Iraku w latach 1990–1991. Jako strateg wojskowy uważał, że działania wojskowe powinny być stosowane w ostateczności, gdy zawiodą metody dyplomacji i tylko wtedy, gdy istnieje wyraźne zagrożenie dla bezpieczeństwa narodowego. Do udziału w konflikcie zbrojnym powinno dochodzić tylko wówczas, gdy przewaga strony jest druzgocąca w stosunku do użytych sił wroga, a szanse na sukces są maksymalne przy minimalnej możliwości poniesienia strat. Twierdził, że wroga najlepiej atakować z powietrza, sprowadzając straty własnych ludzi do minimum. Amerykańskie bezzałogowe samoloty zmieniły charakter pola walki oraz stały się nowym ważnym elementem przemysłu obronnego. Elementem takiego podejścia było zastosowanie tej strategii podczas operacji Pustynna Burza w 1991 roku.
W artykule „Amerykańskie Siły Zbrojne: Przyszłe wyzwania”, opublikowanym w Foreign Affairs, Powell przedstawił pytania, które powinny być zadane przez amerykańskich polityków przed podjęciem decyzji o rozpoczęciu wojny:
- Czy bezpieczeństwo interesu narodowego jest zagrożone?
- Czy mamy jasno określone cele do zrealizowania?
- Czy ryzyko i koszty zostały dobrze przeanalizowane?
- Czy wszystkie dyplomatyczne metody prowadzenia polityki zostały wyczerpane?
- Czy strategia wyjścia jest wiarygodna?
- Czy zostały uwzględnione wszelkie konsekwencje?
- Czy społeczeństwo amerykańskie popiera działania?
- Czy Stany Zjednoczone uzyskają międzynarodowe wsparcie?